# Ouratondi
Ouratondi (auch: Oura Tondi) ist ein Dorf in der Landgemeinde Hamdallaye in Niger.

## Geographie
Das von einem traditionellen Ortsvorsteher (chef traditionnel) geleitete Dorf befindet sich rund 26 Kilometer nordöstlich des Hauptorts Hamdallaye der gleichnamigen Landgemeinde, die zum Departement Kollo in der Region Tillabéri gehört. Zu weiteren Siedlungen in der Umgebung von Ouratondi zählen Samari im Nordwesten, Kokorbé Fandou im Nordosten und Tondigamèye im Westen.
Ouratondi ist Teil der Übergangszone zwischen Sahel und Sudan. Die durchschnittliche jährliche Niederschlagsmenge beträgt hier zwischen 400 und 500 mm.

## Bevölkerung
Bei der Volkszählung 2012 hatte Ouratondi 1388 Einwohner, die in 124 Haushalten lebten. Bei der Volkszählung 2001 betrug die Einwohnerzahl 976 in 104 Haushalten und bei der Volkszählung 1988 belief sich die Einwohnerzahl auf 967 in 132 Haushalten.

## Wirtschaft und Infrastruktur
Ein Brunnen ist für die Viehwirtschaft ausgewiesen. Es gibt eine Schule im Dorf.